# Рамон, Хакобо
Хако́бо Рамо́н Наве́рос (исп. Jacobo Ramón Naveros; род. 6 января 2005, Мадрид) — испанский футболист, защитник клуба «Комо».

## Клубная карьера
Хакобо начинал свою карьеру в клубах «РФЕФ» и «Лас Росас», а в 2013 году присоединился к системе мадридского «Реала». В сезоне 2023/24 он дебютировал во взрослом футболе, суммарно отыграв 10 встреч в составах команд «Реал Мадрид C» и «Кастильи». Он также присутствовал в заявке главной команды «Реала» на Лигу Чемпионов 2023/24, однако ни разу не появился на поле в её составе.
Дебютировал в Ла Лиге 4 мая 2025 года в матче 34-го тура с «Сельтой» – «королевский клуб» выиграл тот матч со счётом 3:2. 14 мая в матче 36-го тура с «Мальоркой» забил дебютный гол, оказавшийся победным – мадридский клуб выиграл со счётом 2:1.

## Международная карьера
В 2022 году Хакобо дебютировал за Испанию на юношеском уровне, приняв участие в 7 встречах сборной до 18 лет. Летом 2024 года защитник принимал участие в юношеском чемпионате Европы, проходившем в Северной Ирландии. Он целиком отыграл встречу первого тура группового этапа против датчан, а также следующую игру с турками, где заработал жёлтую карточку. Оставшиеся матчи турнира, ставшего для испанцев победным, Хакобо провёл в запасе.

## Достижения
Сборная Испании (до 19 лет)
- Чемпион Европы (до 19 лет) (1): 2024